# BJ (luchador)
BJ es un luchador profesional de Puerto Rico. Ha trabajado para la empresa de Lucha libre profesional la World Wrestling Council.
Entre sus logros, se destacan dos reinados como Campeón Universal Peso Pesado de la WWC, tres reinados como Campeón Peso Pesado de Puerto Rico de la WWC entre otros.
Actualmente trabaja para La Liga Mundial De Lucha Libre en la cual el 27 de octubre de 2018 se coronó campeón mundial de la Liga.

## Carrera
BJ hizo su debut luchística el año 2006. El 11 de julio de 2009, BJ ganaría su primer Campeonato Universal Peso Pesado de la WWC. El 6 de enero de 2010, ganaría su segundo reinado con el título universal.

## En lucha
- Movimientos finales
  - Jumping cutter
  - Tornado Tombstone
- Movimientos de firma
  - Super DDT
  - Super Hurracarana

## Campeonatos y logros
- World Wrestling Council
  - WWC Universal Heavyweight Championship (2 veces)
  - WWC Puerto Rico Heavyweight Championship (3 veces)
  - WWC World Tag Team Championship (2 veces) – con Chicano (1) y Joe Bravo (1)
  - WWC World Junior Heavyweight Championship (2 veces)
  - WWC Television Championship (2 veces)

- World Wrestling League
  - WWL Americas Championship (1 vez)

(( WWL World Heavyweight Championship'(1 vez)